# Isla Tsoilaunung
La isla Tsoilaunung es una isla de Papúa Nueva Guinea, ubicada al este de Nueva Hanover, al norte de Nueva Irlanda. La isla también se conoce como Tsoi. Senta Pass la separa de Isla Patio al sur.